# Mario Felipe Martínez Castillo
Mario Felipe Martínez Castillo (Comayagua, 16 de septiembre de 1932–30 de julio de 2012) fue un escritor e historiador. Fue el primer hondureño en obtener un doctorado en historia y uno de los representantes de la transición hacia una historia académica y documental dentro de la historiografía hondureña.

Nació el 16 de septiembre de 1932 en la ciudad de Comayagua en Honduras. Fue hijo del doctor Carlos Martínez Palma, de origen guatemalteco, y de la señora Mercedes Castillo Cruz, originaria de Comayagua, primera capital política de Honduras.

Realizó los estudios primarios y secundarios en Guatemala y México y los universitarios y de posgrado en Brasil y España: cursó la licenciatura en historia en la Universidad de Río de Janeiro y obtuvo la maestría en la Academia de Geografía e Historia de la Universidad de Parabará. En Brasil fue compañero de estudios del destacado historiador latinoamericano Ciro F. Cardoso. Se doctoró en historia en la Universidad de Sevilla especializándose en historia del arte hispanoamericano.

A lo largo de su vida contribuyó de diversas maneras al campo de los estudios históricos y del arte en Honduras. En primer lugar, en la década de los setenta del siglo XX, junto con Marcos Carías, Marielos Chaverri y Laura Gálvez, fundó la carrera de Historia en la Universidad Nacional de Honduras. En dicha institución se han graduado cerca de cien nuevos profesionales en este campo del saber. En segundo lugar, desempeñó una importante función como asesor histórico de la Cancillería de la república dentro de la Comisión de Soberanía y Fronteras.
También estuvo presente en el juicio oral de 1992 donde se dictó la sentencia de la Corte Internacional de La Haya, Holanda, a favor de Honduras. Fue una de las figuras clave en la sustentación documental para que Honduras obtuviera un veredicto favorable. En tercer lugar, fue un infatigable investigador de la historia y el arte coloniales en su país. Las publicaciones que nos legó dan a conocer gran parte de la documentación de los archivos de España, Guatemala y México a los que pocos historiadores hondureños han tenido acceso. Sin duda, su obra de se convirtió poco a poco en un referente de los estudios coloniales regionales.
Mario Felipe Martínez fue el único historiador hondureño que dio datos reveladores sobre la vida y muerte del héroe Elempira o Lempira. Proporcionó información que cambió la forma de ver al cacique que resistió los embates de la corona española.
- Los últimos días de Lempira y otros documentos: el conquistador español que venció a Lempira, 1987, (aborda la existencia y la muerte del considerado primer héroe nacional hondureño).
- Presencia de grupos mexicanos antes y después de la conquista de Honduras, 1981, (estudia los grupos étnicos prehispánicos y analiza también la presencia de la población negra).
- Proceso de formación de la Villa de Santa Cruz de Yoro”, Historia Crítica (UNAH), núm. 2 (1981).
- Comayagua durante la centuria de Fernández de Oviedo, Historia Crítica (UNAH), núm. 3 (1982).
- Introducción histórica al pueblo de Quezailica (1993).
- Apuntamientos para una historia colonial de Tegucigalpa y su alcaldía mayor (1982).
- Lecturas de Tegucigalpa (2012).

La historia de las instituciones coloniales en Honduras también fue objeto de su quehacer investigativo. En los siguientes libros se ocupa de la educación, la salud y el régimen de intendencias durante la Colonia:
- Capítulos sobre el colegio tridentino de Comayagua y la educación colonial en Honduras (1967).
- Documentos para la historia de Honduras (1983).
- La intendencia de Comayagua (2001).
- Textos inéditos de la historia colonial de Honduras (2009).
- Los forjadores de la identidad nacional (2011), constituye la base para un acercamiento interpretativo y documental para el conocimiento de la sociedad colonial hondureña.
- “Cuatro centros de arte colonial provinciano criollo en Honduras” (1992).

### Premios
Obtuvo el premio de estudios históricos rey Juan Carlos I, otorgado por la Embajada de España en Honduras.